# Ranelagh (stanice metra v Paříži)
Ranelagh je nepřestupní stanice pařížského metra na lince 9 v 16. obvodu v Paříži. Nachází se na křižovatce ulic Rue du Ranelagh a Avenue Mozart, pod kterou vede linka metra.

## Historie
Stanice byla otevřena 8. listopadu 1922 při prodloužení linky mezi stanicemi Exelmans a Trocadéro.

## Název
Jméno stanice je odvozeno od názvu ulice Rue du Ranelagh. Lord Ranelagh byl britský šlechtic, milovník hudby, který v roce 1750 vybudoval v parku na svém panství v Chelsea koncertní sál. Obdobný sál byl postaven v roce 1774 také v Paříži v parku u nedalekého zámku La Muette. Toto místo bylo populární za Marie Antoinetty, za Direktoria a poté opět za Restaurace. Sál byl zbořen v roce 1858 s rozvojem Bois de Boulogne.

## Vstupy
Stanice má dva vchody na Avenue Mozart.